# Copaci, Hunedoara
Copaci este un sat în comuna Totești din județul Hunedoara, Transilvania, România.